# Wolf - La belva è fuori
Wolf - La belva è fuori (Wolf) è un film del 1994 diretto da Mike Nichols ed interpretato da Jack Nicholson, Michelle Pfeiffer e Christopher Plummer.

## Trama
Attraversando una strada di campagna nel Vermont, in una notte di luna piena, Will Randall - caporedattore di una grande casa editrice newyorkese - investe un grosso lupo nero dai classici occhi gialli e, nel tentativo di soccorrerlo, viene morso alla mano. Alla casa editrice presso cui Will lavora, il nuovo proprietario ed editore superiore, il cinico, tuttavia cordiale, plurimiliardario Raymond Alden, decide di cambiare la conduzione - e Will si trova tuttavia messo in disparte. Decide così di accettare un posto in Europa che, di fatto, lo fa arretrare di carriera a favore del suo viscido apprendista Stewart Swinton, un collega più giovane che credeva leale. Nel frattempo si rende conto che la ferita infertagli dal lupo è diversa da un qualsiasi altro morso. Nel mentre conosce la fascinosa, seppur poco realizzata, figlia di Alden, Laura, ad una cena nella stupenda magione di questi, lasciando intendere un interesse fra i due nonostante lui sia integerrimo e sposato. Pur esistendo pochi casi di questo genere nella moderna fine del 1990, tuttavia si rivolge lo stesso ad un dottore esperto in culti pagani, arti magiche e licantropia, che gli conferma quello che lui teme: sta diventando quello che nella mitologia umana viene comunemente definito un "licantropo".
Anche se riceve un amuleto per stare calmo, il suo nuovo stato lo porta a diventare più ambizioso ed aggressivo: decide così di licenziarsi e di soffiare al suo editore Alden gli scrittori della casa editrice più ambiti, con cui ha lavorato per anni. Intreccia inoltre una relazione con la ribelle e magnetica figlia di quest'ultimo, per l'appunto Laura, contemporaneamente alla separazione dalla moglie, avendola scoperta amante di Stewart Swinton (forse perché più rampante ed in procinto di fare carriera, citando il film stesso, "Il buon gusto ha perso attrattiva ultimamente"). Ma anche durante queste poche notti d'amore con Laura, Will si trasforma in licantropo alla luna piena, vaga per Central Park, uccide dei teppisti di quartiere, precedentemente sbrana un cervo nel parco della villa di Alden; insomma, la sua nuova natura, anche se non uccide i bambini né gli innocenti, si palesa in modo sempre più evidente. Piangente per questa faccenda, Will tenta di incatenarsi da solo per non uccidere Laura, ma la compassionevole ragazza - 35enne, con trascorsi esplicitamente deviati e complessi - lo esorta ad andare avanti con le proprie premure ed il proprio chiaro innamoramento, dicendogli che non ha paura di lui e confessandogli che lo ama. Comunque, il suo nuovo comportamento, colpisce favorevolmente il tycoon Alden, che torna sui suoi passi e lo reintegra al suo posto, addirittura con aumenti e maggiori diritti. Il suo rivale, Stewart, subdolo e senza scrupoli, viene ferito incidentalmente da Randall durante un plenilunio e comincia ad assumere anche lui le caratteristiche del licantropo. La sua indole malvagia lo porta ad uccidere la moglie di Will - lasciata da quest'ultimo dopo essere stata scoperta amante di Stewart -, e deciso a vendicarsi per essere stato licenziato al posto di Will, una sera si presenta furioso a casa di Alden, dove cerca di assalire Laura che per precauzione aveva chiuso l'amato Will nelle stalle in attesa di un jet privato che avrebbe permesso ad entrambi di sparire a lungo.
Intanto l'editore Alden viene a sapere della condizione di Will e corre a casa. Al sopraggiungere della luna, Stewart si trasforma, uccide il guardiano e cerca di violentare e poi assassinare Laura dando la colpa a Will. Ma l'eroe e quasi lupo Randall, trasformatosi anch'egli dopo essersi tolto l'amuleto, riesce a liberarsi dalle sbarre che lo rinchiudono nella stalla e a salvare l'amata, lottando contro il giovane licantropo, ma risparmiandolo ed allontanandosi da lui. Stewart, però, afferra un'arma e gli salta addosso per colpirlo alle spalle, ma Laura, afferrata la pistola del guardiano, uccide il giovane licantropo Stewart sparandogli ripetutamente al petto. Will e Laura si scambiano un commovente saluto dato dalla consapevolezza, ormai chiara ad entrambi, che egli dovrà vivere nelle foreste poiché la trasformazione si sta ultimando inesorabilmente. Will scompare per sempre nei boschi del New England, mentre Alden arriva dalla figlia all'alba. Laura si rende conto che, a causa del suo amore per Will, sta diventando un licantropo anche lei, lasciando intendere che il futuro dei due amanti sarà insieme nella foresta.

## Incassi
Il film ha incassato 65 000 000 $ negli Stati Uniti e 66 000 000 $ nel resto del mondo, per un totale di 131 000 000 $. A fronte di un budget di 70 000 000 $, il rapporto budget-botteghino è di 1-1,9.